# Sege, Ghana

Sege (alternativt Sege Junction) är en ort i sydöstra Ghana. Den är huvudort för distriktet Ada West, som tillhör regionen Storaccra, och folkmängden uppgick till 5 990 invånare vid folkräkningen 2010.